# Sequiel Sánchez
Sequiel Sánchez Vélez (Mayagüez, 24 marzo 1990) è un pallavolista portoricano, schiacciatore dei Dallas Tornadoes.

## Biografia
È il fratello maggiore del pallavolista Raynel Sánchez.

## Carriera

### Club
La carriera di Sequiel Sánchez inizia nei tornei scolastici portoricani, giocando per il Colegio La Merced. Per motivi di studio si trasferisce per due anni negli Stati Uniti d'America, giocando un anno per l'Elms College e l'anno dopo per il Baruch, nella NCAA Division III.
Fa quindi rientro a Porto Rico, iniziando nella stagione 2011-12 la carriera professionistica nella Liga de Voleibol Superior Masculino coi Changos de Naranjito, dove milita per tre annate; dopo un breve prestito ai Mets de Guaynabo per il solo campionato mondiale per club 2014, si accasa per il campionato 2014 ai Cariduros de Fajardo; terminati gli impegni con la sua franchigia in patria, firma per la formazione egiziana dell'Al-Ahly per il campionato africano per club 2015, vincendo la rassegna continentale.
Nella stagione 2015 torna a vestire brevemente la maglia dei Changos de Naranjito, ma poco dopo l'inizio del torneo passa ai Mets de Guaynabo, dove gioca per due annate e si aggiudica altrettanti scudetti. Nel campionato 2017-18 si trasferisce in Romania, firmando per l'Universitatea Craiova, in Divizia A1. Ritorna quindi a Porto Rico per disputare la LVSM 2018 coi Mets de Guaynabo, vincendo ancora uno scudetto, venendo premiato come miglior giocatore della regular season, miglior realizzatore e miglior attaccante.
Dopo una esperienza in Arabia Saudita con l'Al-Ahli, è nuovamente in patria coi Mets de Guaynabo per la Liga de Voleibol Superior Masculino 2019, in cui conquista l'ennesimo titolo nazionale. In seguito ritorna negli Stati Uniti, partecipando NVA 2021 coi Dallas Tornadoes.

### Nazionale
Fa parte della nazionale portoricana Under-19 e della nazionale Under-21, vincendo la medaglia d'oro al campionato nordamericano Under-19 2006 e partecipando al campionato nordamericano Under-21 2008; nel 2008 debutta in nazionale maggiore in occasione della Coppa panamericana.
Successivamente conquista la medaglia di bronzo al campionato nordamericano 2015, la medaglia d'argento alla Coppa panamericana 2017 e l'oro ai XXIII Giochi centramericani e caraibici, ottenendo anche il titolo di MVP.

## Palmarès

### Club
- Campionato portoricano: 4

2015, 2016-17, 2018, 2019
- Campionato africano per club maschile: 1

2015

### Nazionale (competizioni minori)
- Campionato nordamericano Under-19 2006
- Coppa panamericana 2017
- Giochi centramericani e caraibici 2018

### Premi individuali
- 2018 - Giochi centramericani e caraibici: Miglior schiacciatore
- 2018 - Giochi centramericani e caraibici: MVP
- 2018 - Liga de Voleibol Superior Masculino: MVP della Regular Season
- 2018 - Liga de Voleibol Superior Masculino: Miglior realizzatore
- 2018 - Liga de Voleibol Superior Masculino: Miglior attaccante